# Kon Kan
Kon Kan war ein kanadischer Synthie-Pop-Act, dessen Mitglieder Barry Harris und Kevin Wynne hießen. Der Bandname ist eine Anspielung auf die Regeln des kanadischen Rundfunks, genannt Can(adian) Con(tent), die festlegen, dass 30 Prozent der Musik in kanadischen Radio- und Fernsehsendungen aus Kanada stammen müssen.

## Bandgeschichte
Barry Harris arbeitete zunächst bei einem Versicherungsunternehmen. Er kündigte seinen Job und wurde DJ in einem Club seiner Heimatstadt Toronto. Im Frühjahr 1988 traf er den Sänger Kevin Wynne, mit dem er den Titel I Beg Your Pardon aufnahm. 1989 wurde die Single der erste gemeinsame Erfolg als Kon Kan. Das Lied, in dem Textzeilen aus Lynn Andersons 1971er Hit (I Never Promised You A) Rose Garden verarbeitet wurden, platzierte sich in Deutschland und Großbritannien in den Top 10, in den USA in den Top 20.
Mit Harry Houdini (UK Platz 88) und Puss n’ Boots / These Boots Are Made for Walkin’ (US Platz 58), das Samples aus Led Zeppelins Immigrant Song und Nancy Sinatras These Boots Are Made for Walkin’ enthielt, erreichten zwei weitere Auskopplungen vom Album Move to Move Chartränge. Kurze Zeit später verließ Wynne das Projekt und Harris nutzte den Namen Kon Kan allein weiter. Resultate seiner Arbeit waren die Alben Syntonic (1990) und Vida! … (1993). Keine der ausgekoppelten Singles konnte an frühere Erfolge anknüpfen, Chartplatzierungen blieben aus.
Daraufhin konzentrierte sich Harris auf die Produktion anderer Acts, wie Kim Esty, die bereits als Backgroundsängerin in Kon Kans I Beg Your Pardon zu hören war, Top Kat, Outta Control, Thunderpuss 2000 und Killer Bunnies.

## Mitglieder
- Barry Harris (* in Toronto, Kanada) – Gesang, Keyboard, Gitarre
- Kevin Wynne (* in Toronto, Kanada) – Gesang (bis 1989)

## Diskografie

### Alben
- 1989: Move to Move
- 1990: Syntonic
- 1993: Vida! …

### Singles
- 1988: I Beg Your Pardon
- 1989: Harry Houdini
- 1989: Puss n’ Boots / These Boots Are Made for Walkin’
- 1989: Move to Move
- 1990: Liberty!
- 1990: (Could’ve Said) I Told You So
- 1993: Sinful Wishes
- 1993: S. O. L.
- 1994: Pardon Me / Rose Garden